# آتیلا فیولا
آتیلا فیولا (به مجاری: Fiola Attila Csaba) (زاده ۱۷ فوریه ۱۹۹۰) بازیکن فوتبال اهل مجارستان است که هم‌اکنون به عنوان مدافع در باشگاه فوتبال اوی‌پشت بازی می‌کند.